# Peter McCullagh (Snookerspieler)
Peter McCullagh (* 4. Oktober 1969) ist ein ehemaliger englischer Snookerspieler, der zwischen 1991 und 2001 Profispieler war. In dieser Zeit kam er bis auf Rang 95 der Snookerweltrangliste.

## Karriere
Von McCullagh sind keine Amateurergebnisse vor 1991 überliefert. 1992 nahm er ein einziges  Mal nachweislich an einem Event des German Open Snooker Ranking teil. Bereits 1991 war er aber Profispieler geworden, wofür er nur ein Startgeld hatte zahlen müssen, denn sportliche Qualifikationsbeschränkungen waren 1991 entfallen. Die ersten Jahre seiner Profikarriere waren durchweg von frühen Niederlagen geprägt. Abgesehen vom ersten und zweiten Event der Strachan Challenge 1994 überstand er nie die Qualifikation der Turniere. Es dauerte auch bis zur Saison 1996/97, bis er – im Rahmen der European Open – erstmals unter die letzten 64 eines Turnieres kam. Auf der Weltrangliste arbeitete er sich dennoch konstant nach oben. Begann er seine Karriere auf Platz 335, so war er Mitte 1997 bereits auf Platz 162. Just zu diesem Zeitpunkt beschränkte der Weltverband die Anzahl der Profispieler auf der (erstklassigen) Profitour zumindest ein wenig. McCullaghs Weltranglistenposition reichte für eine direkte Qualifikation nicht aus.
Über die WPBSA Qualifying School, einer Serie von vier Qualifikationsturnieren für noch nicht qualifizierte Profispieler, gelang ihm dann aber doch noch der Klassenerhalt. Davon beflügelt stand McCullagh während der Saison 1997/98 gleich drei Mal in der Hauptrunde eines Ranglistenturnieres: beim Grand Prix, bei den Scottish Open und bei den British Open. Deshalb sprang er auf der Weltrangliste auch gleich auf Platz 95, der besten Platzierung seiner Karriere. Danach kehrte McCullagh zu seiner früheren Form zurück und verlor stets in der Qualifikation, wenngleich er nun häufig erst kurz vor Beginn der Hauptrunde gehen musste. Auf der Weltrangliste verschlechterte er sich sukzessive bis auf Rang 140 Mitte 2001. Dadurch verlor er seinen Profistatus. Zwar hätte er die Chance gehabt, zum Beispiel auf die Challenge Tour auszuweichen und so eine Chance auf ein Comeback zu wahren, doch McCullagh beendete direkt nach Saisonende seine Karriere.
Ab Mitte der 2010er-Jahre trat ein weiterer Peter McCullagh aus Australien in der Snooker-Welt in Erscheinung. Unter anderem erreichte dieser zwei Mal das Halbfinale der Ozeanienmeisterschaft, gewann zwei Mal die australische Senioren-Meisterschaft und wurde 2016 zur 6-Red World Championship eingeladen. Es besteht kein Hinweis darauf, dass der hier dargestellte Engländer Peter McCullagh mit dem australischen Peter McCullagh identisch ist.

## Erfolge
| Ausgang       | Jahr | Turnier                           | Finalgegner   | Ergebnis |
| ------------- | ---- | --------------------------------- | ------------- | -------- |
| Profiturniere |      |                                   |               |          |
| Sieger        | 1997 | WPBSA Qualifying School – Event 3 | Bradley Jones | 5:1      |